# Білл Блек
Білл Блек англ. William Patton "Bill" Black, Jr. (*17 вересня 1929, Мемфіс, Теннессі — †21 жовтня 1965, Мемфіс, Теннессі) — американський контрабасист, який зі Скотті Муром творили музичний супровід Елвісу Преслі з ранніх початків його музичної кар'єри: його і Скотті Мура обрав Сем Філліпс із «Сан-Рекордс» англ. «Sun Records», переконаний, що саме ці два — увесь акомпанемент, який потребуватиме молодий Елвіс для свого музичного зльоту.
Блек підігравав Елвісу на контрабас-ґітарі, коли той записував такі свої найвідоміші пісні, як-от: «That's All Right (Mama)», «Good Rockin' Tonight», «Baby Let's Play House», «Heartbreak Hotel», «Mystery Train», «Hound Dog», «Too Much» and «Jailhouse Rock» у пізніх 1950-х роках. Акомпанементуючи Елвіса по 1958 рік, Блек залишив оркестр через непорозуміння за належну йому зарплату, яку отримував від Полковника Тома Паркера.
Відійшовши від Елвіса назавжди, створив власний музичний ансамбль «Біл-Блекс-Комбо» англ. «Bill Black's Combo» в 1959 році, який успішно програвав інструментальні композиції, що завойовували собі місце серед 40-а топ-хітів між роками 1959—1962, такі як-от: «Smokie», «White Silver Sands», «Josephine», «Don't Be Cruel», «Blue Tango», і «Hearts of Stone».
Блек помер передчасно на 39-му році життя 1965 році. «Комбо» із його іменем продовжувало грати роками по його смерті під керівництвом саксофоніста ансамблю Ейс Кеннон.